# Sebastian Zbik
Sebastian Zbik (* 17. März 1982 in Neubrandenburg) ist ein ehemaliger deutscher Boxer. Von Januar bis Juni 2011 war er WBC-Weltmeister im Mittelgewicht.

## Amateurkarriere
Sebastian Zbik trainierte unter anderem im Boxclub Traktor Schwerin und nahm bereits 1998 an der Kadetten-Europameisterschaft in Jūrmala teil, wo er im Viertelfinale gegen Matwei Korobow ausschied. 1999 gewann er nach einem Ausscheiden im Halbfinale gegen Geard Ajetović eine Bronzemedaille im Halbweltergewicht bei der Junioren-Europameisterschaft in Rijeka. Im Jahr 2000 nahm er noch an der Junioren-Weltmeisterschaft in Budapest teil, unterlag jedoch in der Vorrunde des Weltergewichts gegen Sedat Üstüner.
2002 wurde er Deutscher Meister im Halbmittelgewicht, wobei er unter anderem Eduard Gutknecht und Lukas Wilaschek besiegte. Er startete daraufhin bei der Europameisterschaft 2002 in Perm und gewann eine Bronzemedaille im Weltergewicht, nachdem er im Halbfinale gegen den späteren Goldmedaillengewinner Timur Gaidalow ausgeschieden war. Bei der Weltmeisterschaft 2003 in Bangkok verlor er in der Vorrunde des Weltergewichts gegen Mirosław Nowosada.
Insgesamt gewann er als Amateur 130 von 152 Kämpfen.

## Profikarriere
2004 wurde er Profi beim Hamburger Boxstall Universum Box-Promotion und gewann sein Debüt am 17. Juli 2004 in Zwickau. Trainiert wurde er von Artur Grigoryan.
Nach 16 Aufbausiegen besiegte er im Februar 2007 in Köln den ebenfalls ungeschlagenen Dänen Fawaz Nasir (Kampfbilanz: 10-0) und wurde dadurch Intercontinental-Champion der WBO im Mittelgewicht. Den Titel verteidigte er anschließend jeweils in Deutschland gegen Alejandro Falliga (12-1), Samir Barbosa (17-2), Marco Schulze (25-3), Mario Lopez (22-4), John Carvalho (18-2) und Rubén Varón (31-4). Inzwischen wurde er von der WBO auf Platz 1 sowie der WBA und WBC auf Platz 2 der WM-Herausforderer geführt.
Am 11. Juli 2009 boxte er am Nürburgring um die WBC-Interimsweltmeisterschaft im Mittelgewicht und siegte nicht unumstritten nach Punkten gegen Domenico Spada. Regulärer WBC-Weltmeister dieser Gewichtsklasse war zu diesem Zeitpunkt Kelly Pavlik, welcher jedoch aufgrund einer Verletzungspause seinen Titel nicht verteidigen konnte. Den Interimstitel konnte Zbik im Dezember 2009 gegen Emanuele Della Rosa (22-0), im April 2010 im Rahmen eines Rückkampfes gegen Domenico Spada (30-2), sowie im Juli 2010 gegen Jorge Heiland (16-0) verteidigen.
Da Kelly Pavlik zwischenzeitlich von Sergio Martínez besiegt worden war und der neue WBC-Titelträger einen Kampf gegen Serhij Dsynsyruk aushandelte, anstatt eine Pflichttitelverteidigung gegen Zbik zu bestreiten, wurde der Deutsche im Januar 2011 kampflos zum regulären WBC-Weltmeister im Mittelgewicht ernannt.
Am 4. Juni 2011 bestritt er im Staples Center von Los Angeles seine erste Titelverteidigung gegen Julio César Chávez junior (42-0) und verlor dabei umstritten durch Mehrheitsentscheidung nach Punkten, obwohl er die höhere Schlag- (834:796) und Trefferzahl (391:256) aufwies.
Seinen nächsten und zugleich letzten Kampf bestritt er am 13. April 2012 in Köln um den WBA-Superweltmeistertitel im Mittelgewicht, verlor jedoch durch TKO nach der neunten Runde gegen Felix Sturm (36-2).

## Sonstiges
Zbik machte 2001 sein Abitur am Sportgymnasium Schwerin. Während seiner aktiven Zeit bot er Managerboxen an, hatte die Trainer-A-Lizenz erworben und an der Fachhochschule für Sport und Management Potsdam ein Studium des Leistungs- und Wettkampfsports aufgenommen.
Nach seiner Wettkampfkarriere arbeitete er einige Monate als Trainer im Gym seines ehemaligen Trainingskollegen Károly Balzsay. Im April 2013 holte ihn Michael Timm als Trainer an den Olympiastützpunkt Mecklenburg-Vorpommern.

## Liste der Profikämpfe
| 30 Siege (10 K.o.-Siege), 2 Niederlagen (1 K.o.-Niederlagen), 0 Unentschieden |               |                                                        |                                                              |                                                     |
| Jahr                                                                          | Tag           | Ort                                                    | Gegner                                                       | Ergebnis für Zbik                                   |
| 2004                                                                          | 17. Juli      | Stadthalle Zwickau, Zwickau, Deutschland               | Andrei Berendi                                               | Punktsieg (einstimmig) / 4 Runden                   |
| 2004                                                                          | 11. September | Kisstadion, Budapest, Ungarn                           | Gaspar Lucian                                                | Punktentscheidung / 4 Runden                        |
| 2004                                                                          | 21. September | Universum Gym, Hamburg-Wandsbek, Deutschland           | Peter Durdik                                                 | Punktsieg (einstimmig) / 4 Runden                   |
| 2004                                                                          | 14. Dezember  | Freizeit Arena, Sölden (Ötztal), Österreich            | Cenk Ulug                                                    | Sieg / TKO 3. Runde                                 |
| 2005                                                                          | 26. Februar   | Color Line Arena, Hamburg, Deutschland                 | Mazen Girke                                                  | Punktsieg (einstimmig) / 6 Runden                   |
| 2005                                                                          | 26. März      | Erdgas arena, Riesa, Deutschland                       | Arash Warsay                                                 | Punktsieg (einstimmig) / 6 Runden                   |
| 2005                                                                          | 10. Mai       | Pueblo Espanol, Palma de Mallorca, Spanien             | Manuel de la Rosa                                            | Punktsieg (einstimmig) / 6 Runden                   |
| 2005                                                                          | 2. Juli       | Color Line Arena, Berlin, Deutschland                  | Aliaksandr Shnip                                             | Punktsieg (einstimmig) / 6 Runden                   |
| 2005                                                                          | 20. September | Tipsport Arena, Prag, Tschechische Republik            | Thomas Hengstberger                                          | Sieg / TKO 5. Runde                                 |
| 2005                                                                          | 25. Oktober   | TV-Studio 44, Wien, Österreich                         | Siarhei Navarka                                              | Sieg / TKO 4. Runde                                 |
| 2006                                                                          | 4. Februar    | Castello, Düsseldorf, Deutschland                      | Attila Kiss                                                  | Sieg / KO 2. Runde                                  |
| 2006                                                                          | 7. März       | Kugelbake-Halle, Cuxhaven, Deutschland                 | David Sarraille                                              | Sieg / TKO 6. Runde                                 |
| 2006                                                                          | 29. April     | Hanns-Martin-Schleyer-Halle, Stuttgart, Deutschland    | Gotthard Hinteregger                                         | Punktsieg (einstimmig) / 8 Runden                   |
| 2006                                                                          | 15. Juli      | Color Line Arena, Hamburg, Deutschland                 | Michel Mothmora                                              | Sieg / KO 1. Runde                                  |
| 2006                                                                          | 19. September | Kugelbake-Halle, Cuxhaven, Deutschland                 | Ismael Kerzazi                                               | Sieg / TKO 3. Runde                                 |
| 2006                                                                          | 21. November  | Universum Gym, Hamburg-Wandsbek, Deutschland           | Jose Hilton Dos Santos                                       | Punktsieg (einstimmig) / 10 Runden                  |
| 2007                                                                          | 16. Februar   | Fight Night Arena, Köln, Deutschland                   | Fawaz Nasir vakante WBO-Intercontinental-Meisterschaft       | Punktsieg (einstimmig) / 12 Runden                  |
| 2007                                                                          | 25. Mai       | Fight Night Arena, Köln, Deutschland                   | Alejandro Gustavo Falliga WBO-Intercontinental-Meisterschaft | Punktsieg (einstimmig) / 12 Runden                  |
| 2007                                                                          | 14. Juli      | Color Line Arena, Hamburg, Deutschland                 | Ruben Silva Diaz                                             | Punktsieg (einstimmig) / 8 Runden                   |
| 2007                                                                          | 20. Oktober   | Gerry-Weber-Stadion, Halle (Westf.), Deutschland       | William Ruiz                                                 | Sieg / KO 1. Runde                                  |
| 2007                                                                          | 7. Dezember   | Sporthalle Hamburg, Hamburg, Deutschland               | Samir Santos Barbosa WBO-Intercontinental-Meisterschaft      | Punktsieg (einstimmig) / 12 Runden                  |
| 2008                                                                          | 19. April     | Bördelandhalle, Magdeburg, Deutschland                 | Marco Schulze WBO-Intercontinental-Meisterschaft             | Punktsieg (einstimmig) / 12 Runden                  |
| 2008                                                                          | 5. Juli       | Gerry-Weber-Stadion, Halle (Westf.), Deutschland       | Mario Alberto Lopez WBO-Intercontinental-Meisterschaft       | Sieg / TKO 2. Runde                                 |
| 2008                                                                          | 29. August    | Castello, Düsseldorf, Deutschland                      | John Anderson Carvalho WBO-Intercontinental-Meisterschaft    | Punktsieg (einstimmig) / 12 Runden                  |
| 2008                                                                          | 5. Dezember   | Sporthalle Brandberge, Halle an der Saale, Deutschland | Christophe Karagoz                                           | Punktsieg (einstimmig) / 8 Runden                   |
| 2009                                                                          | 20. März      | Sporthalle Hamburg, Hamburg, Deutschland               | Rubén Varón WBO-Intercontinental-Meisterschaft               | Sieg / KO 4. Runde                                  |
| 2009                                                                          | 11. Juli      | Nürburgring Nordschleife, Nürburg, Deutschland         | Domenico Spada WBC-Interim-Weltmeisterschaft                 | Punktsieg (einstimmig) / 12 Runden                  |
| 2009                                                                          | 19. Dezember  | Sport- und Kongresshalle, Schwerin, Deutschland        | Emanuele Della Rosa WBC-Interim-Titelverteidigung            | Punktsieg (mehrstimmig) / 12 Runden                 |
| 2010                                                                          | 17. April     | Bördelandhalle, Magdeburg, Deutschland                 | Domenico Spada WBC-Interim-Titelverteidigung                 | Punktsieg (einstimmig) / 12 Runden                  |
| 2010                                                                          | 31. Juli      | O₂ World Hamburg, Hamburg, Deutschland                 | Jorge Sebastian Heiland WBC-Interim-Titelverteidigung        | Punktsieg (einstimmig) / 12 Runden                  |
| 2011                                                                          | 4. Juni       | Staples Center, Los Angeles, USA                       | Julio César Chávez junior WBC-Weltmeisterschaft              | Punktniederlage (Mehrheitsentscheidung) / 12 Runden |
| 2012                                                                          | 13. April     | Lanxess Arena, Köln, Deutschland                       | Felix Sturm WBA-Superweltmeisterschaft                       | Niederlage / Aufgabe 9. Runde                       |